# ديانا هندري
ديانا هندري (بالإنجليزية: Diana Hendry)‏ هي كاتِبة وشاعرة بريطانية، ولدت في 2 أكتوبر 1941.